# Kelley Cain
Kelley Cain (ur. 16 maja 1989 w Stone Mountain) – amerykańska koszykarka grająca na pozycji środkowej.
W sezonie 2015/2016 zawodniczka polskiego klubu Tauron Basket Ligi Kobiet – KSSSE AZS PWSZ Gorzów Wielkopolski.
Nie występowała w sezonie akademickim 2007/2008 z powodu przebytej operacji, a właśnie wtedy jej zespół Tennessee Lady Volunteers zdobył mistrzostwo NCAA.

## Osiągnięcia
Stan na 3 kwietnia 2018, na podstawie, o ile nie zaznaczono inaczej.
NCAA
- Uczestniczka rozgrywek:
  - Elite 8 turnieju NCAA (2011, 2012)
  - Sweet 16 turnieju NCAA (2010, 2011, 2012)
  - turnieju NCAA (2009–2012)
- Mistrzyni:
  - turnieju konferencji Southeastern (SEC – 2010–2012)
  - sezonu zasadniczego SEC (2010, 2011)
- Zaliczona do I składu:
  - SEC (2010)
  - defensywnego SEC (2010)

Indywidualne
- Najlepsza:
  - środkowa II ligi tureckiej TKBL (2012 według eurobasket.com)[3]
  - defensywna zawodniczka sezonu TKBL (2012 według eurobasket.com)[3]
- Zaliczona do (przez eurobasket.com):
  - I składu defensywnego ligi włoskiej (2013)[4]
  - II składu ligi włoskiej (2013)[4]
- honorable mention ligi południowo-koreańskiej (2014)[5]
- Uczestniczka meczu gwiazd ligi południowo-koreańskiej (2015)[6]
- Liderka:
  - w średniej:
    - zbiórek:
      - PLKK (2016, 2017)[7]
      - ligi włoskiej (2013)

    - bloków PLKK (2016, 2017)[7]

  - PLKK w skuteczności rzutów z gry (2017, 2018)[7]
  - w liczbie zbiórek (254 – 2018)[8]

Reprezentacja
- Mistrzyni Ameryki U–18 (2006)